# Мадона ди Вјатосто (Асти)
Мадона ди Вјатосто је насеље у Италији у округу Асти, региону Пијемонт.
Према процени из 2011. у насељу је живело 179 становника. Насеље се налази на надморској висини од 203 м.